# Lethwei
Lethwei (birmanês:  လက်ဝှေ့; pronunciado [leʔ w̥ḛ]) ou ainda boxe birmanês ou kickboxing birmanês, é uma arte marcial e esporte de combate desarmada birmanesa. É bastante semelhante ao Muay Thai do país vizinho da Tailândia, sendo permitido socos, chutes, cotoveladas e joelhadas, mas com a particularidade de permitir o uso da cabeça para golpear e ao ser lutado sem luvas. Por esses motivos, é considerado uma das artes marciais e esporte de combate mais violentos e sangrentos. Também recebe o nome de "A arte dos nove membros" (joelhos, cotovelos, pés, mãos e cabeça).
O Bando-kickboxing é uma forma mais restritiva e esportiva do Lethwei.

## História

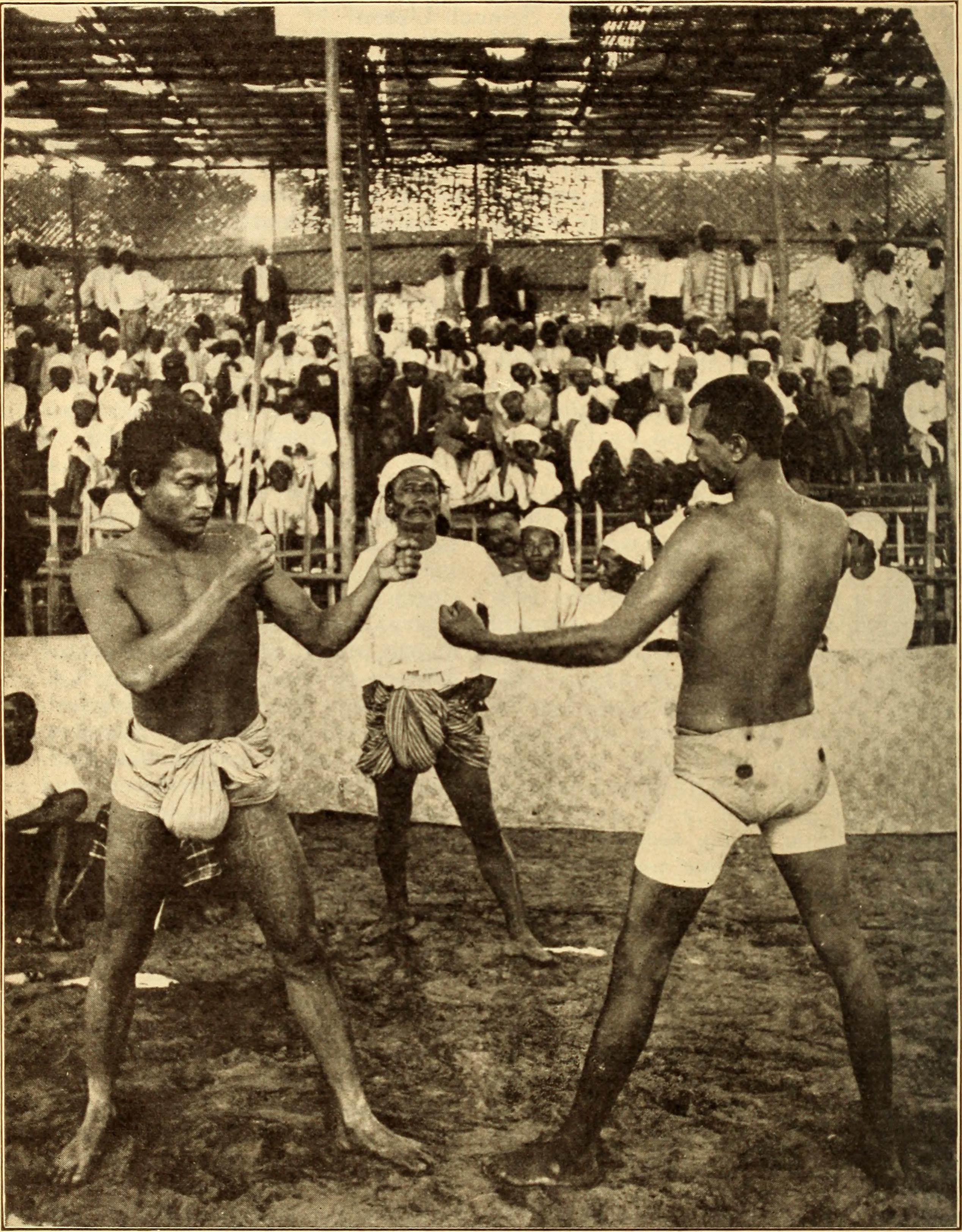

O lethwei foi baseado em uma combinação das artes de boxe originárias da Índia e da China, conhecidas respectivamente como mushti yuddha e shoupo. Remonta ao século III, quando os monges pretendiam treinar e defender-se. 
Tornou-se popular na Birmânia no começo do século XI, sob o reinado de Anawratha, e consistia de combates sem regras e desmesurada violência entre as tribos praticantes. As disputas eram realizadas para o entretenimento e eram populares em todas as camadas da sociedade. A participação era aberta a qualquer homem, seja rei ou plebeu. Na época, os jogos tiveram lugar em areiais, ao em vez de ringues. Os pugilistas lutavam sem equipamento de proteção, envolvendo apenas as suas mãos com cordas de cânhamo ou gaze. Não havia empates e nenhum sistema de pontuação, a luta seguia até que um dos participantes fosse nocauteado ou não pudesse mais continuar.
No século XX, Kyar Ba Nyein, que participou do boxe nos Jogos Olímpicos de Verão de 1952, foi o pioneiro do lethwei moderno, instaurando regras modernas e regulamentos. Ele viajou por toda Myanmar, especialmente entre os estados dos Mons e dos Karens, onde muitos dos moradores ainda praticavam ativamente o lethwei. Kyar Ba Nein trouxe-os de volta à Mandalay e Rangoon e, após treina-los, encorajou-os a competir nos jogos que ele organizou.
O governo de Mianmar tem feito algumas mudanças organizacionais para tornar o boxe birmanês mais comercializável internacionalmente. Há uma série de lutadores birmaneses que lutam profissionalmente na Tailândia com variados graus de sucesso.
Em 2000, foi realizado o primeiro campeonato de lethwei. Em disputas comuns não existe um sistema de pontuação, mas foi adotado então. As disputas por títulos oficiais ainda não foram realizadas desde o campeonato, então aqueles lutadores que nocautearam e venceram durante o torneio são considerados os campeões não-oficiais. Embora somente dois ou três eventos oficiais são realizados a cada ano pelo governo, torneios não-oficiais são realizados em festivais de todo o país todos os meses. Nas lutas patrocinadas pelo governo, são dados presente para os competidores como cintos comemorativos. Os vencedores recebem cintos de cor preta, e aos perdedores são dados cintos de cor branca.
O primeiro evento internacional de lethwei foi realizada em Junho de 2001, quando três kickboxers dos Estados Unidos (Shannon Ritch, Albert Ramirez e Doug Evans) competiram contra lutadores de lethwei. Todos os três americanos foram eliminados no primeiro round. O segundo destes eventos ocorreu entre os dias 10 e 11 de Julho de 2004, quando quatro lutadores japoneses (Akitoshi Tamura, Yoshitaro Niimi, Takeharu Yamamoto e Naruji Wakasugi) foram lutar contra lutadores birmaneses. Tamura, um lutador de artes marciais mistas, nocauteou Aya Bo Sein no segundo round e se tornou o primeiro estrangeiro a vencer um praticante de lethwei em uma partida oficial.

## Regras

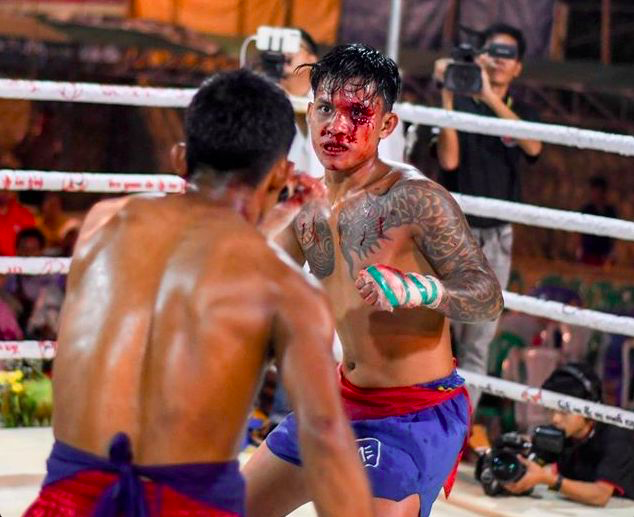
Luta de Lethwei

As disputas atuais são realizadas tanto da maneira tradicional quanto do ramo mais moderno chamado "Myanma yuya louvi" (lit. boxe tradicional Myanma), que começou em 1996. O último foi baseado no cenário desportivo do muay thai e usa um sistema de pontuação. Se ocorrer um nocaute, o boxeador é revivido e tem a opção de continuar a luta. Nas lutas tradicionais, o vencedor é o primeiro que extrair sangue do oponente que pode ser apagado por três vezes antes da vitória ser declarada.
Na maneira ancestral, a luta é dirigida por dois árbitros e ocorre num círculo onde cada forma da percussão e da projeção é autorizada. A era moderna introduziu as regras do boxe ocidental, particularmente as luvas, as proteções, os rounds e o ringue. O painel técnico do combatente é muito largo e os comportamentos são inspirados por outras práticas do combate da Birmânia. 
Numerosos golpes espectaculares são encontrados, particularmente as técnicas aéreas (chutes, joelhadas e cotoveladas aéreas), e técnicas em marchar de escada (chutes e joelhadas). No passado, o boxe birmanês tradicional era a antítese do thaing, por seu aspecto brutal e primitivo. Atualmente não é mais assim, porque é organizado sob as circunstâncias modernas. 

## Técnicas
Nove técnicas tradicionais compõem a prática da boxe birmanês. Além de socos, chutes, cotoveladas e joelhadas, os lutadores birmaneses também fazem uso da cabeça, ajuntando pancadas com as juntas e derrubadas. Isto pode ser devido ao fato de que lethwei foi mais fortemente influenciado pelo mushti yuddha do que os outros estilos .

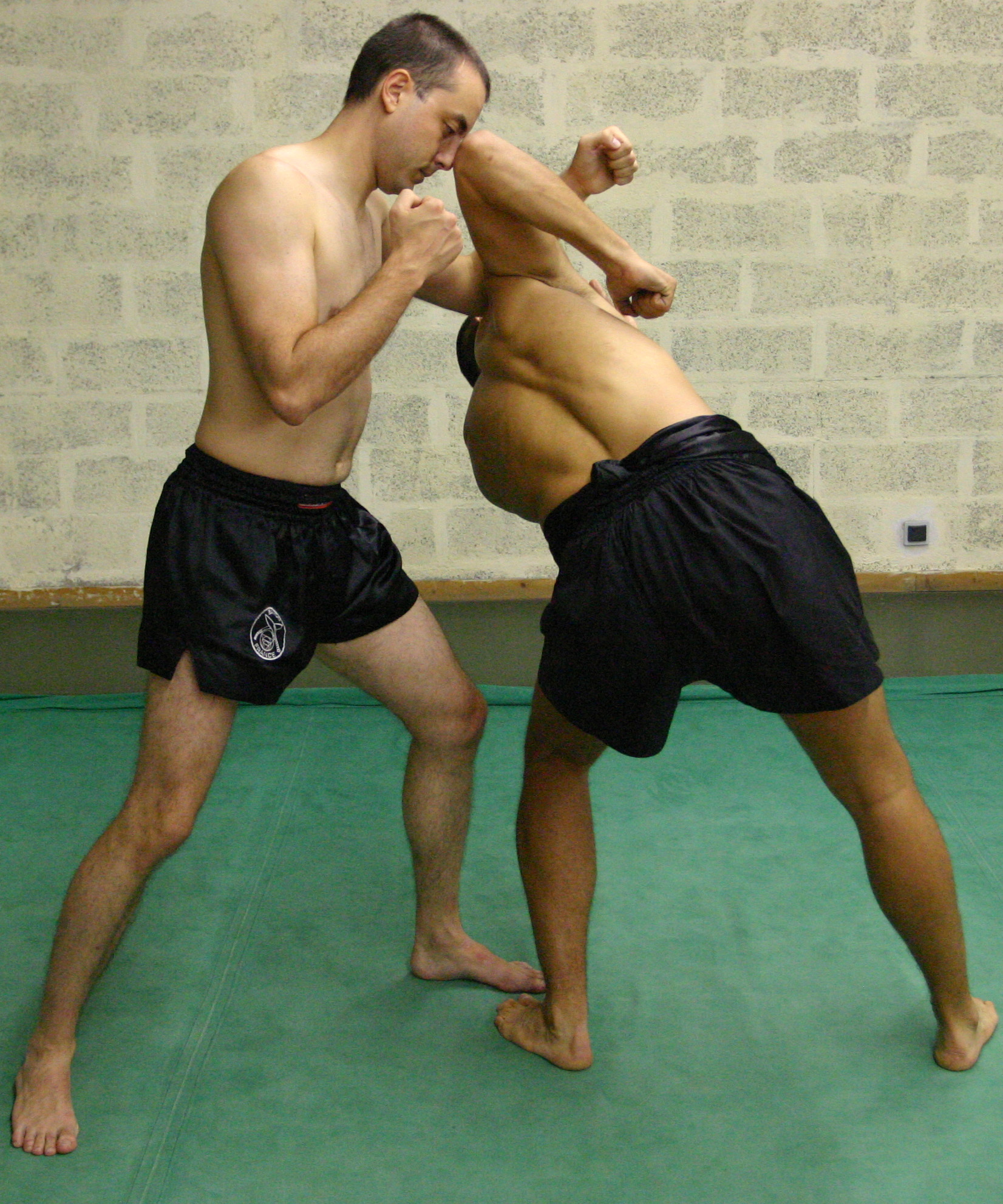
Cotovelada giratória.
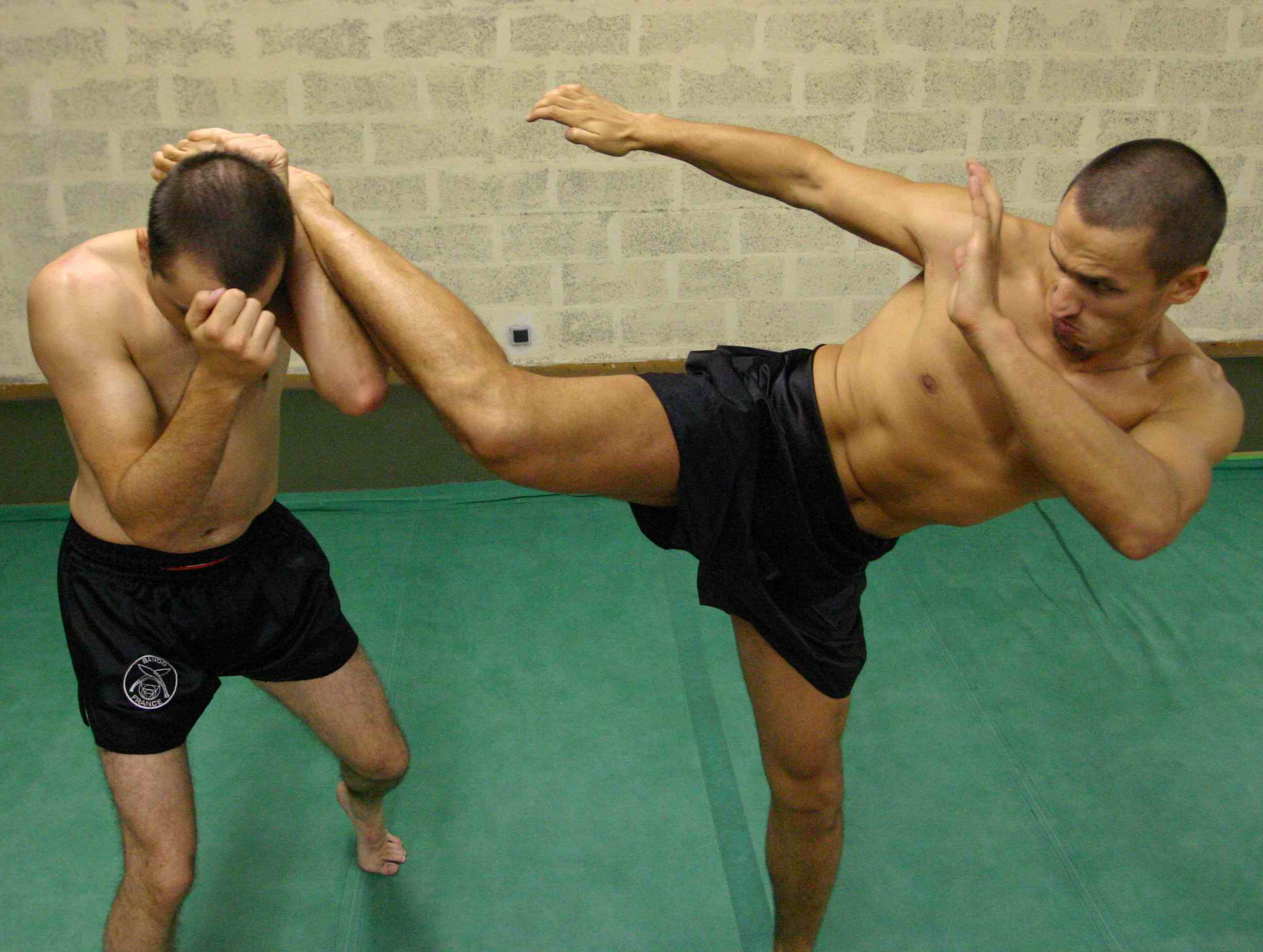
Chute circular.
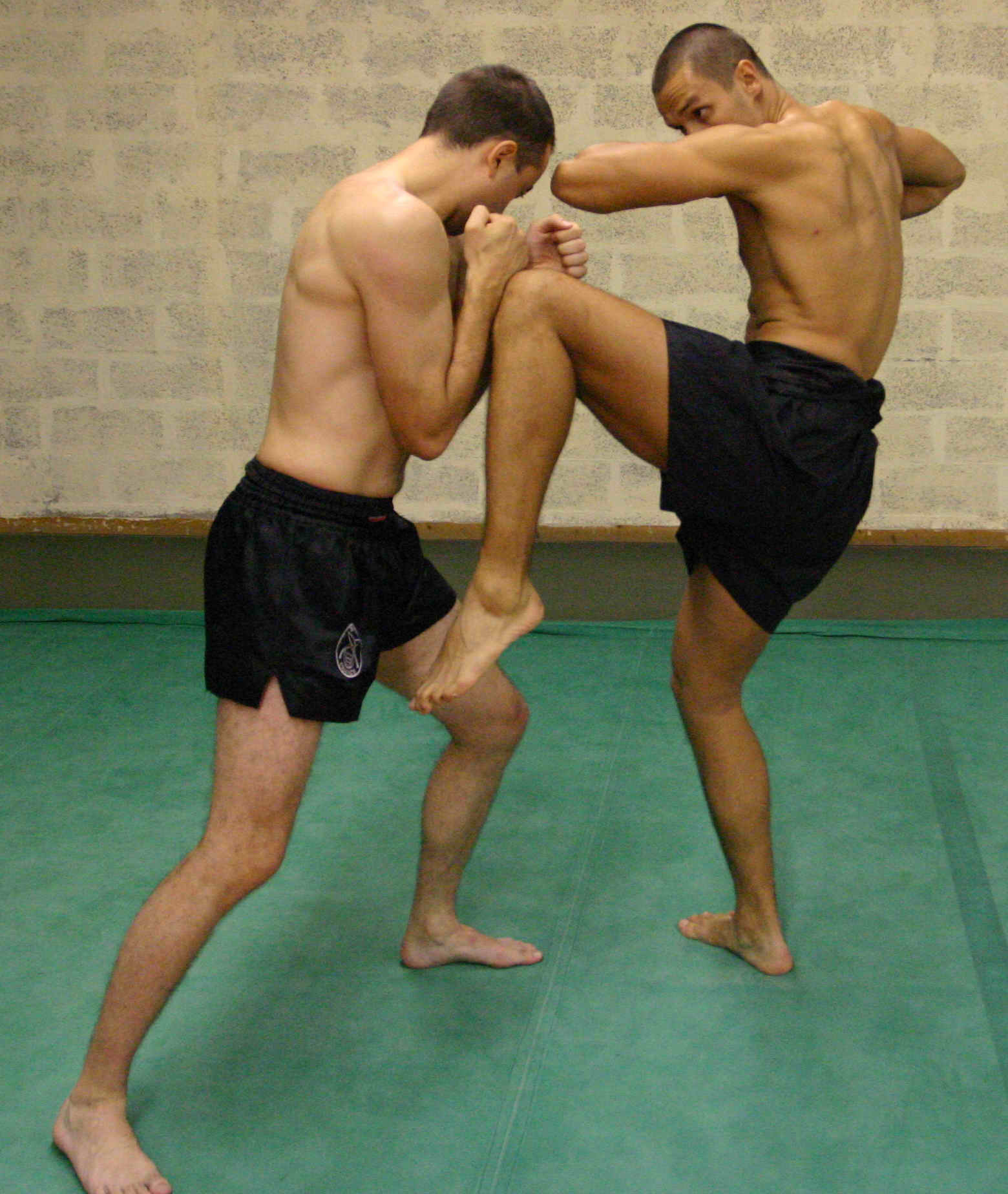
Canelada e cotovelada
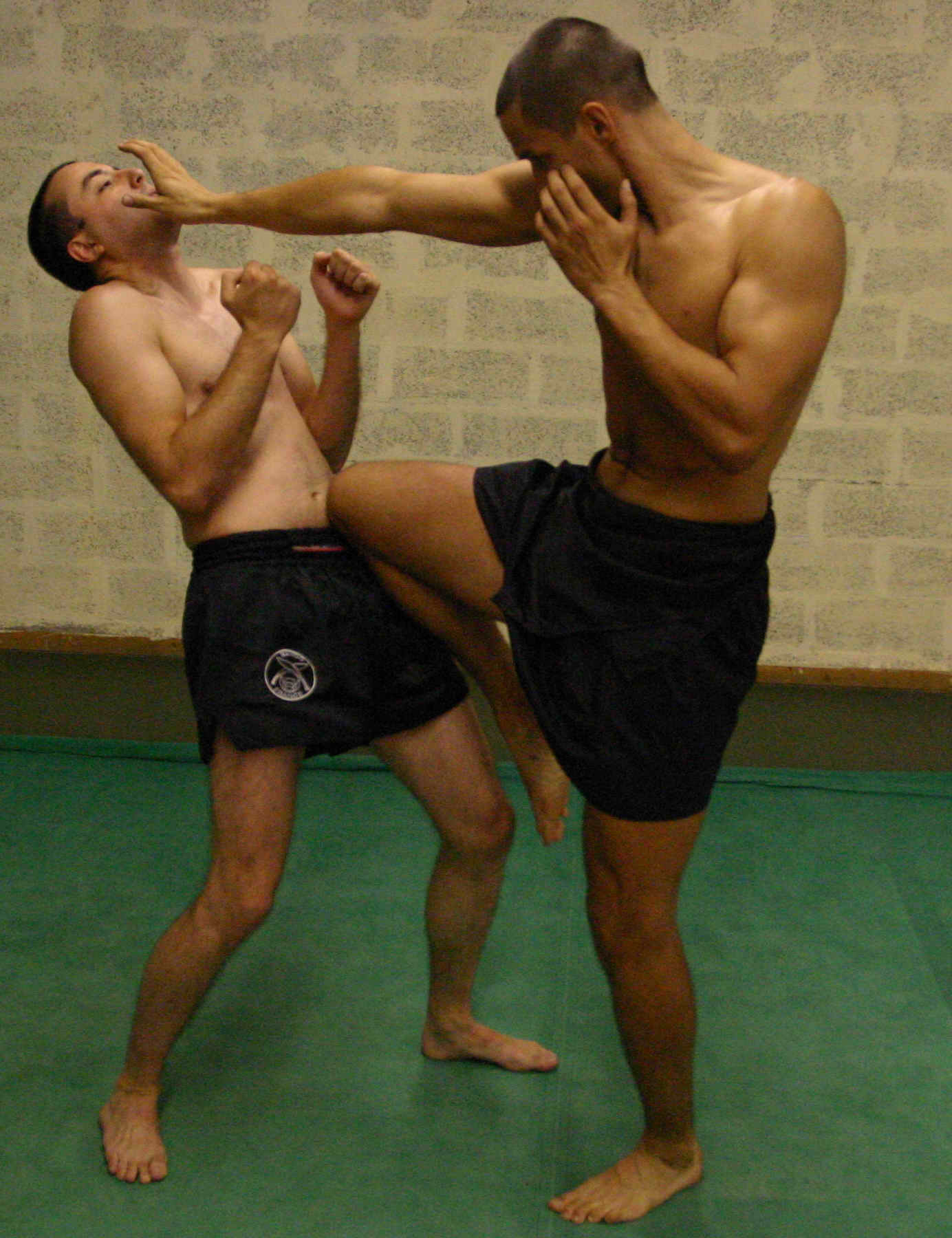
Canelada e soco.

As características técnicas do lethwei incluem três componentes principais, as armas corporais que são usadas, as finalidades que são apontadas e as distâncias da luta:
- O uso de todo o arsenal disponível do corpo, da percussão e da projecção (nove armas principais: crânio, dois punhos, dois cotovelos, dois joelhos e dois pés);

- A busca para a percussão do conjunto do corpo do oponente;

- A gestão de três distâncias de combate: distância longa (particularmente da chute), distância média (golpes com joelho, punho e cotovelo), corpo a corpo (preensões e projecções).

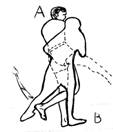
Técnica para fazer o gancho no lethwei moderno.
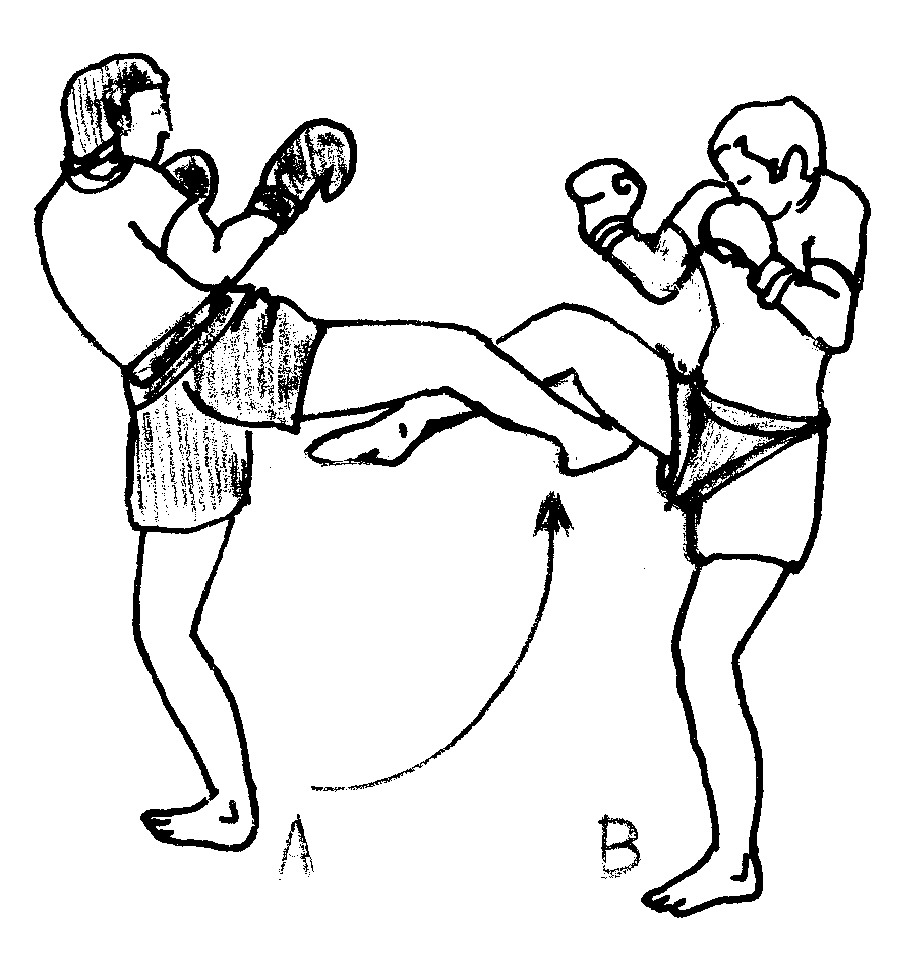
Percussão da coxa do oponente.
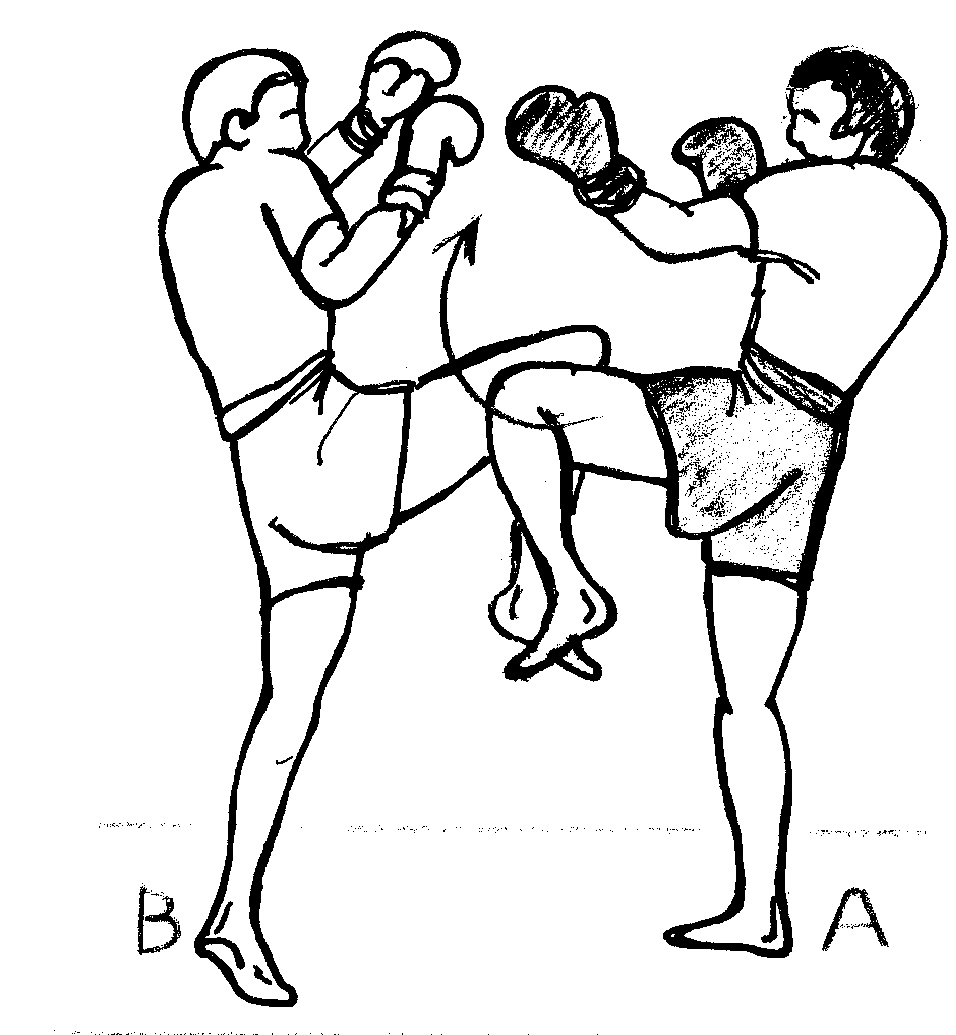
Joelhada na coxa do oponente

De um ponto de vista estratégico, e a fim recordar, um jogo de princípios é estabelecido. Para exemplo, encontramos os seguintes princípios:
- Golpear os braços do oponente antes de atacar o centro do corpo (por exemplo, dar o golpe com a cabeça no biceps e, ao mesmo tempo, um golpe circular de punho do oponente ou uma percussão à coxa do oponente com chute circular durante uma ofensiva com chute circular em linha mediana);

- As projecções têm que ser realizadas no espaço próximo a fim carregar uma percussão imediata ao alcançar o solo;

- Usar as estratégias dos animais do thaing (por exemplo, a percussão no membros inferiores do oponente no estilo sanglier, ou chutes do tipo pantera am direção aos braços do oponente a fim abrir um caminho para alvajar o rosto).

## Tradições

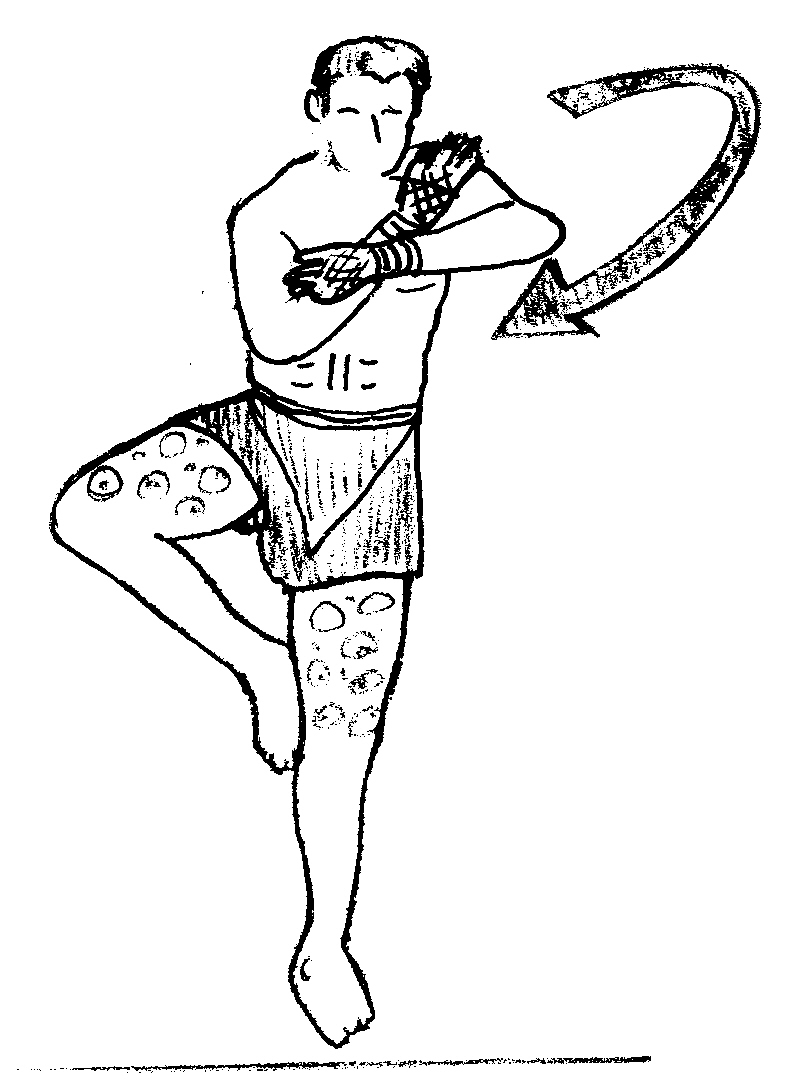
Lekkha Moun

- Lethwei yay - Dança guerreira executada no começo da luta, para mostrar habilidade e coragem. No fim da dança, os braços cruzados são batidos cada um dos seus ombros com a mão oposta para anunciar que o boxeador está pronto para lutar. Uma dança da vitória é executada também após a decisão dos juízes.

- Lekkha moun - Apresentação das armas usadas durante a luta de lethwei, pelo boxeador ele mesmo. Golpeia o braço oposto com sua mão aberta. A apresentação é realizada do alto ao baixo, inicialmente com os punhos e os cotovelos, então com o joelho e finalmente com os pés.

Tradicionalmente a luta é executada num círculo. Nas aldeias birmanesas, ainda século XXI, esta luta tende a manter seu caráter ancestral. Só o aparecimento de um ringue ocidental e das divisões parece ser marca da modernidade. 
O encontro é dirigido por dois árbitros, para melhor poder separar os protagonistas, e avaliado por seis juízes. Todas as técnicas são autorizadas, e o adversário pode ser golpeado no solo. Os boxeadores lutam em combates muito longos. Os rounds são alternadaos por descansos completos durante o outros encontros são realizados. 
O competidor usa calções de boxe, mãos enfaixadas, coquillha como uma proteção dos genitais, cinta de couro entre os dentes. Atualmente, muitos boxeadores birmaneses têm os troncos e os pés tatuados. Em algumas, podem ser vistas suas vitórias, em outras - as representações de animais (águia, cobra, pantera, tigre, entre outros) simbolizando força e coragem. 